# Thecla tyrrhenus
Thecla tyrrhenus är en fjärilsart som beskrevs av Jacob Hübner 1816. Thecla tyrrhenus ingår i släktet Thecla och familjen juvelvingar. Inga underarter finns listade i Catalogue of Life.